# Club Republicano
El Club Republicano fue un partido político costarricense. 
Fundado por liberales opuestos a la reelección consecutiva de Rafael Iglesias Castro, representaba una de las “alas duras” de la oposición anti-yglesista. Postulo a Máximo Fernández Alvarado en las elecciones de 1902, quien perdió ante el candidato de la oposición moderada Ascensión Esquivel Ibarra del Partido Unión Nacional.
Un partido del mismo nombre postula en 1932 a Carlos María Jiménez Ortiz, perdiendo por amplio margen ante Ricardo Jiménez Oreamuno del Partido Republicano Nacional.